# سامبو یاتاباره
سامبو یاتاباره (انگلیسی: Sambou Yatabaré؛ زادهٔ ۲ مارس ۱۹۸۹) بازیکن فوتبال اهل فرانسه است که در پست هافبک برای تیم گنچلربیرلیغی ترکیه بازی می‌کند.
از باشگاه‌هایی که در آن بازی کرده‌است می‌توان به باشگاه فوتبال المپیاکوس، باشگاه ورزشی وردر برمن، باشگاه فوتبال کان، باشگاه فوتبال استاندارد لیژ، باشگاه فوتبال گنگام، باشگاه فوتبال باستیا، و آ.اس موناکو اشاره کرد.
وی همچنین در تیم ملی فوتبال مالی بازی کرده‌است.